# Kammio sjukhus

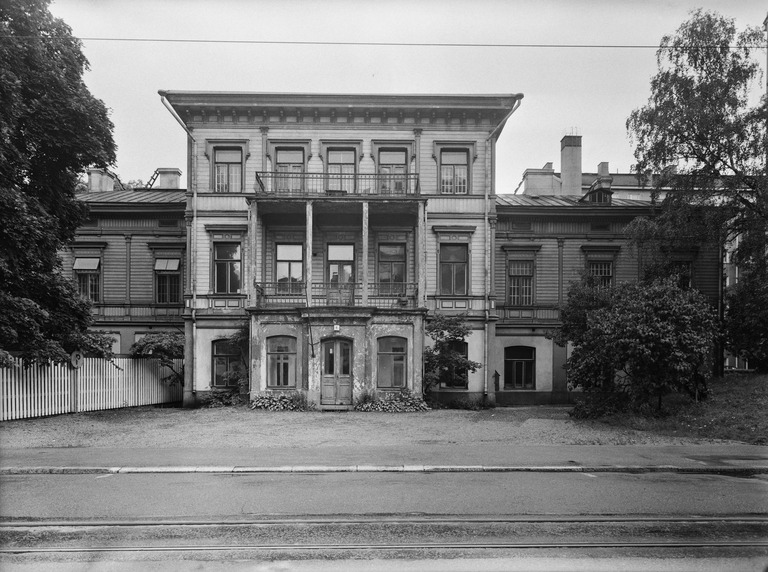
Kammio sjukhem år 1962.

Kammio sjukhus eller Doktorinnan Lybecks privata sjukhem för sinnessjuka, senare Kammio sjukhem (finska: Kammion sairaala), låg vid Rosavilla- och Tölogatorna i Helsingfors i stadsdelen Bortre Tölö, som då hette Västra Chaussen. Det var ett privat mentalsjukhus. Sjukhuset inledde sin verksamhet år 1891 när kirurgen Frans Edward Lybecks änka Sofia Lovisa flyttar det privata sjukhemmet till den före detta bryggeritomten. Sjukhuset har fått sitt namn av villaområdet som låg här. Sjukhuset ägdes 1896-1904 av Lybecks son, medicine licentiat Edward Wilhelm Lybeck.
Under åren 1904–1915 ägdes och drevs sjukhuset av aktivistledaren Osvald Sivén. Sjukhuset användes då också som hemlig stödpunkt för aktivisterna och där gömdes eftersökta aktivister för de ryska myndigheterna.
Sjukhusets överläkare Fritz Geitlin köpte  sjukhuset och tomten 1919. Efter Geitlinis död 1941 övertogs verksamheten av Carl August Borgström
Sjukhuset låg i Kammio villaområde, som låg mellan nuvarande Sibeliusgatan, Tölögatan Runebergsgatan och Mannerheimvägen.
Där vårdades många kända personer, till exempel Larin-Kyösti, Uuno Kailas, Maria Åkerblom och Frans Eemil Sillanpää. 
Från 1920-talet fick också narkomaner vård på sjukhuset. Det var främst män ur den övre medelklassen, oftast apotekare, läkare eller annan sjukhuspersonal och läkarnas makor. Antalet sjönk under 1930-talet sedan förbudslagen upphävdes.
Kammio sjukhus slogs senare ihop med Stengårds sjukhus. Kammio sjukhem AB upphörde officiellt med sin verksamhet 1 juni 1952. Fastigheten övertogs av Holvi Oy, men staden hyrde fortfarande huset för att ha plats för alla patienter. Den gamla byggnaden revs sommaren 1962.